# Edicole sacre di Castel Goffredo
Numerose sono le edicole sacre, chiesette e nicchie  sparse sul territorio del comune di Castel Goffredo, in provincia di Mantova, che costituiscono veri e propri luoghi di culto, vantano antiche tradizioni e sono il segno di una religiosità assai diffusa.

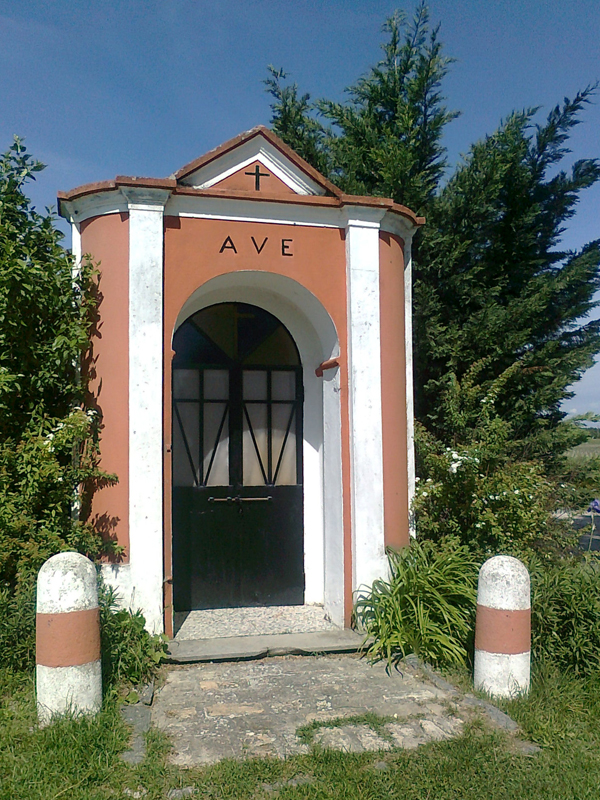
Castel Goffredo, chiesetta dedicata alla B.V. Maria, strada Gambina Sotto

## Architetture esistenti

### Chiesette

#### Chiesetta della Beata Vergine Maria (via Gambina di Sotto)
45°18′25.02″N 10°27′08.06″E
- Ubicazione: incrocio tra via Gambina di Sotto e Strada per Acquafredda
- Oggetto: chiesetta dedicata alla Madonna delle Grazie
- Notizie storiche: eretta nel XVIII secolo

#### Chiesetta della Beata Vergine Immacolata
45°18′07.49″N 10°27′12.85″E
- Ubicazione: in strada Gambina di Sotto
- Oggetto: chiesetta dedicata alla Beata Vergine Immacolata
- Iscrizioni: AVE, posta sul timpano dell'edicola
- Notizie storiche: eretta nel XVII secolo

#### Chiesetta della Madonna (viale Avis)
45°17′39.88″N 10°29′12.66″E
- Ubicazione: all'incrocio tra viale Avis e strada Brughiere
- Oggetto: chiesetta dedicata alla Madonna
- Notizie storiche: eretta nel XVIII secolo

#### Chiesetta della Madonna (via Ponchielli)
45°17′35.84″N 10°28′48.97″E
- Ubicazione: in via Ponchielli
- Oggetto: chiesetta dedicata a Santa Maria
- Iscrizioni: AVE MARIA
- Notizie storiche: eretta nel 1996

#### Chiesetta della Beata Vergine Maria (frazione Villa)
45°16′43.75″N 10°26′12.37″E
- Ubicazione: in via Casalmoro, frazione Villa
- Oggetto: chiesetta dedicata alla Beata Vergine Maria
- Iscrizioni: V.M.
- Notizie storiche: eretta nel XVIII secolo

### Edicole

#### Edicola dell'Annunciazione
45°18′17.46″N 10°30′03.6″E
- Ubicazione: in strada Candrina, posta sul muro di cinta del Convento dell'Annunciata
- Oggetto: edicola rappresentante l'Annunciazione, in maiolica invetriata
- Notizie storiche: edificata nel XVIII secolo

#### Edicola della Madonna
- Ubicazione: contrada Bertuzzi
- Oggetto: edicola dedicata alla Madonna
- Iscrizioni: Ave Maria
- Notizie storiche: eretta nel XX secolo

#### Edicola di Sant'Antonio
- Ubicazione: in via Sant'Antonio
- Oggetto: edicola dedicata a Sant'Antonio abate
- Notizie storiche: eretta nel XIX secolo, in luogo della precedente del XVIII secolo andata distrutta

#### Edicola di San Pietro
- Ubicazione: in via San Pietro
- Oggetto: edicola dedicata a San Pietro
- Notizie storiche: eretta nel XIX secolo

#### Edicola di Santa Maria
- Ubicazione: in viale Santa Maria
- Oggetto: edicola dedicata a Santa Maria
- Notizie storiche: eretta nel XVIII secolo

#### Edicola della Madonna del Molino Nuovo
45°16′56.53″N 10°27′47.77″E
- Ubicazione: in viale Molino Nuovo, incrocio con via Casalmoro
- Oggetto: edicola dedicata a Santa Maria
- Notizie storiche: eretta nel 2021. La statua è l'originale collocata sul muro del vecchio molino, abbattuto per allargare la sede stradale.

### Tempietti

#### Tempietto della Madre di Dio
- Ubicazione: in contrada Lodolo
- Oggetto: tempietto dedicato alla Madre di Dio
- Notizie storiche: eretto nel 2008 in luogo dell'antica edicola abbattuta nel Seicento

### Nicchie

#### Nicchia della Beata Vergine Maria (contrada Lodolo)
- Ubicazione: in contrada Lodolo, sulla parete di una abitazione privata
- Oggetto: nicchia rappresentante la Beata Vergine Maria con in braccio Gesù bambino
- Notizie storiche: eretta nel XVII secolo

#### Nicchia della Beata Vergine Maria (contrada Baldese)
- Ubicazione: all'incrocio tra strada Madonna del Platano e contrada Baldese
- Oggetto: nicchia dedicata alla Beata Vergine Maria con in braccio Gesù bambino
- Iscrizioni: P.G.R. 21-3-1997
- Notizie storiche: eretta nel 1997

#### Nicchia della Beata Vergine Maria (strada per Casalmoro)
- Ubicazione: sulla strada per Casalmoro, sulla facciata di una abitazione privata
- Oggetto: nicchia dedicata alla Beata Vergine Maria con in braccio Gesù bambino, in cotto
- Notizie storiche: eretta nel XVIII secolo

#### Nicchia della Beata Vergine Maria (antico mulino)
- Ubicazione: all'incrocio tra via Rassica e via Ubertini, sulla facciata dell'antico mulino
- Oggetto: nicchia dedicata alla Beata Vergine Maria con in braccio Gesù bambino
- Notizie storiche: eretta nel XX secolo su una preesistente edicola del XVII secolo

#### Nicchia di San Giovanni
- Ubicazione: in via Cesare Battisti, sulla parete di una abitazione privata
- Oggetto: nicchia dedicata a San Giovanni Battista
- Iscrizioni: SAN GIOVANNI
- Notizie storiche: eretta nel XVIII secolo

#### Nicchia della Beata Vergine Addolorata
- Ubicazione: in strada Casaloldo, all'ingresso di una abitazione privata
- Oggetto: nicchia dedicata a Beata Vergine Addolorata, bassorilievo in marmo bianco, opera dello scultore Buzzi di Asola del XVIII secolo
- Notizie storiche: eretta nel XX secolo sulle rovine della preesistente del XVIII secolo

#### Nicchia della Madonna
- Ubicazione: Viale Avis
- Oggetto: nicchia dedicata alla Madonna
- Iscrizioni: Ave Maria
- Notizie storiche: eretta nel XX secolo

#### Nicchia della Madonna e del Sacro Cuore di Gesù
- Ubicazione: Contrada Ravenoldi
- Oggetto: nicchia alla Madonna e al Sacro Cuore di Gesù
- Notizie storiche: eretta nel XX secolo

## Architetture scomparse

### Edicole

#### Edicola di San Giovanni
- Ubicazione: in viale Avis, nei pressi del cimitero (chiamato in dialetto San Giuàn per la presenza dell'edicola)
- Oggetto: edicola dedicata a San Giovanni Battista, posta tra due alberi
- Notizie storiche: eretta del XVIII secolo, ora scomparsa

#### Edicola dell'Immacolata Concezione
- Ubicazione: in frazione Selvole
- Oggetto: edicola dedicata all'Immacolata Concezione
- Notizie storiche: eretta nel XVIII secolo, ora scomparsa

### Nicchie

#### Nicchia della Beata Vergine Regina della Pace
- Ubicazione: in contrada Lodolo
- Oggetto: nicchia dedicata alla Beata Vergine Regina della Pace, affresco del pittore Fedeli di Milano, reduce della guerra di Russia riproducente un'icona del popolo russo, sorretta da due angeli
- Notizie storiche: eretta nel XIX secolo, ora scomparsa

#### Nicchia del Presepe (Stafulì)
- Ubicazione: in contrada Malpetti
- Oggetto: nicchia dedicata al Presepe con affresco del decoratore locale Giuseppe Sandonini
- Notizie storiche: eretta nel XIX secolo, ora scomparsa

#### Nicchia della Beata Vergine (strada Fuga)
- Ubicazione: in strada Fuga, all'incrocio con strada per Casalmoro
- Oggetto: nicchia dedicata alla Beata Vergine, posta sulla parete del Molino Nuovo, abbattuto negli anni novanta
- Notizie storiche: eretta nel XVIII secolo, ora scomparsa

#### Nicchia della Beata Vergine (strada Boccardi)
- Ubicazione: in strada Boccardi
- Oggetto: nicchia dedicata alla Beata Vergine, costituita da un quadro posto sulla facciata di una abitazione privata
- Notizie storiche: eretta nel XVIII secolo, ora scomparsa

#### Nicchia della Beata Vergine (contrada Bertuzzi)
- Ubicazione: in contrada Bertuzzi
- Oggetto: nicchia dedicata alla Beata Vergine, con affresco posto su una casa rurale
- Notizie storiche: eretta nel XVII secolo, ora scomparsa

#### Nicchia di Sant'Antonio
- Ubicazione: in località Malcantone
- Oggetto: nicchia dedicata a Sant'Antonio di Padova, con statuetta del santo, posta sulla facciata di una casa rurale
- Notizie storiche: eretta nel XVII secolo, ora scomparsa

#### Nicchia della Beata Vergine (via San Vito)
- Ubicazione: in via San Vito
- Oggetto: nicchia dedicata alla Beata Vergine, posta tra i rami di un albero
- Notizie storiche: eretta nel XVIII secolo, ora scomparsa

#### Nicchia della Beata Vergine
- Ubicazione: in strada Baldese
- Oggetto: nicchia dedicata alla Beata Vergine, posta tra i rami di un albero
- Notizie storiche: eretta nel XVIII secolo, ora scomparsa

#### Nicchia della Beata Vergine (dellaTabella)
- Ubicazione: in viale Molino Nuovo, incrocio con via Cavour
- Oggetto: nicchia dedicata alla Beata Vergine, posta tra i rami di un albero
- Notizie storiche: eretta nel XVIII secolo, ora scomparsa

## Galleria d'immagini

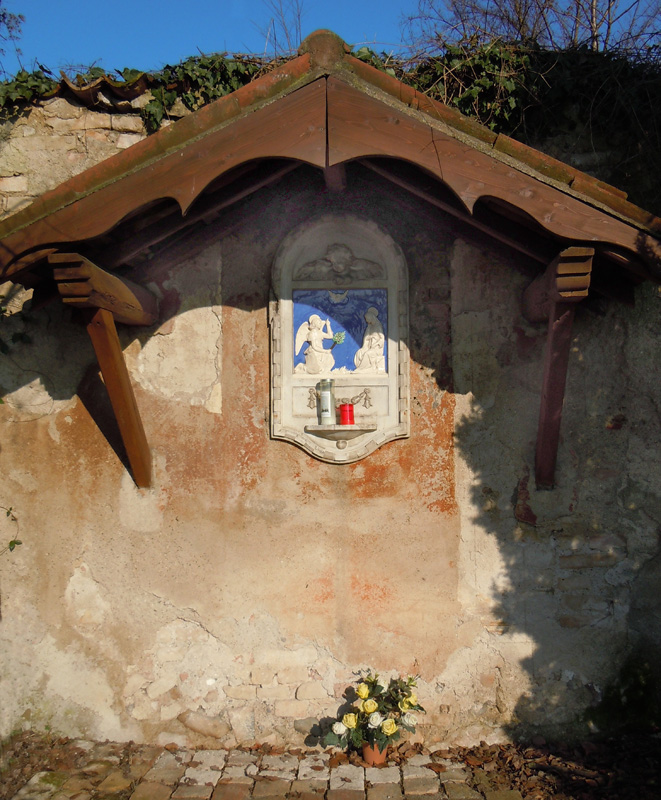
Nicchia dell'Annunciazione
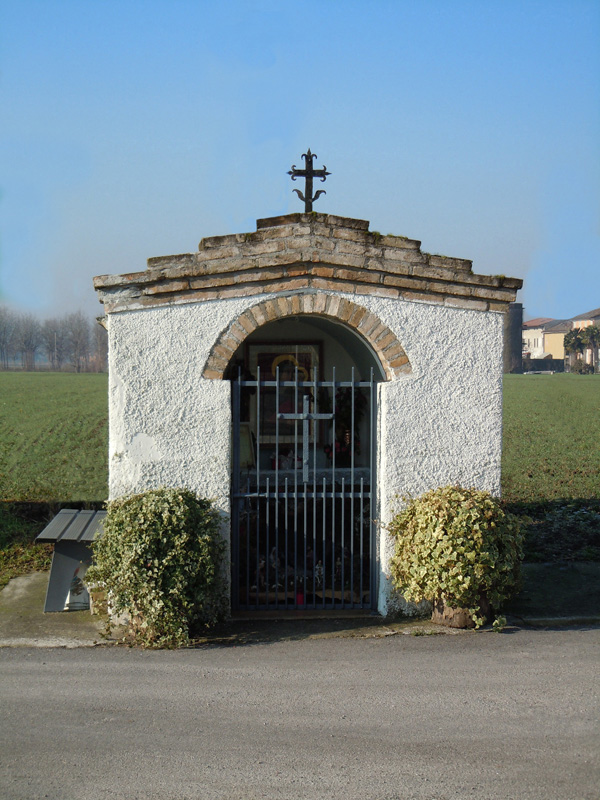
Chiesetta della Beata Vergine Maria, località Gambina
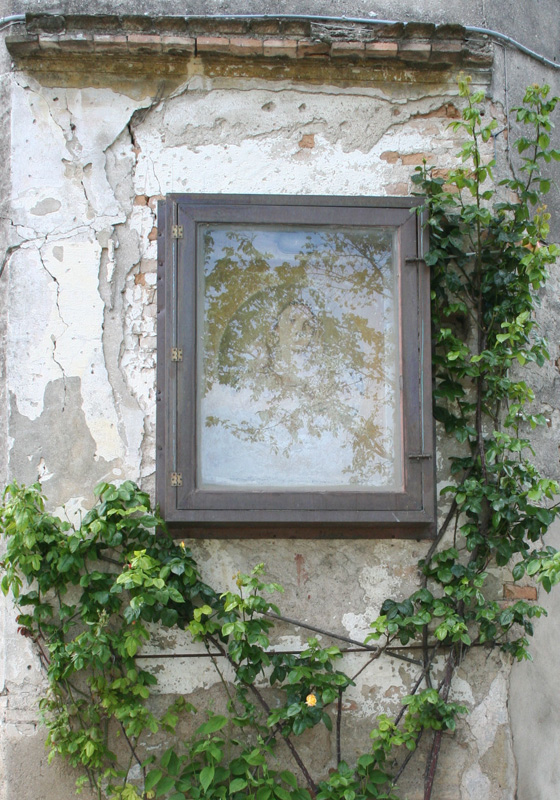
Nicchia della Madre di Dio, frazione Lodolo
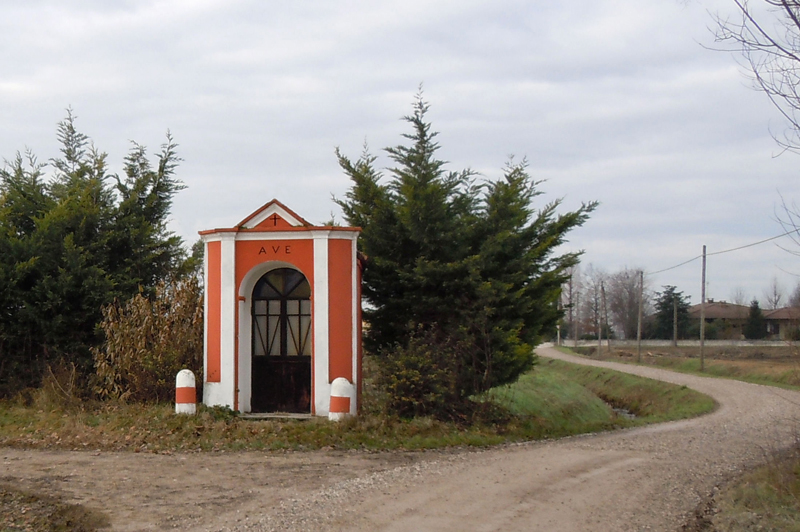
Chiesetta della Beata Vergine Immacolata, strada Gambina Sotto
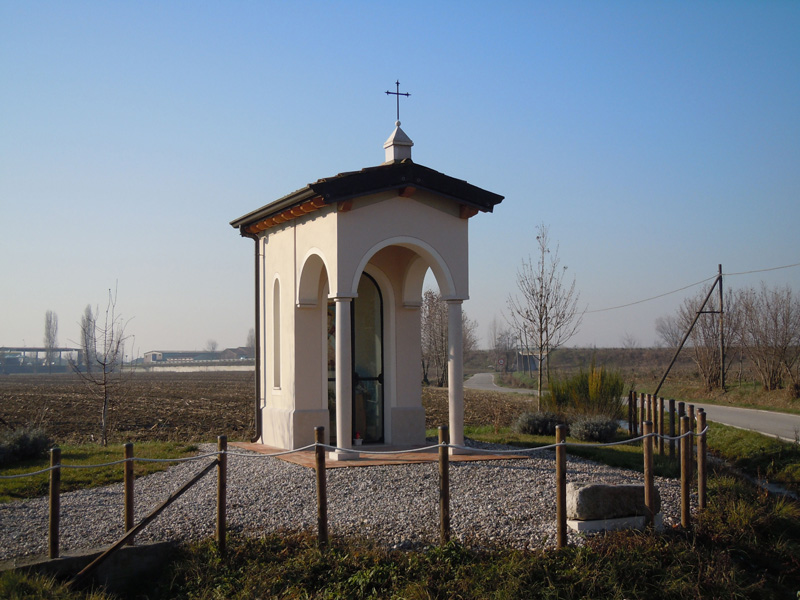
Tempietto della Beata Vergine Maria, frazione Lodolo
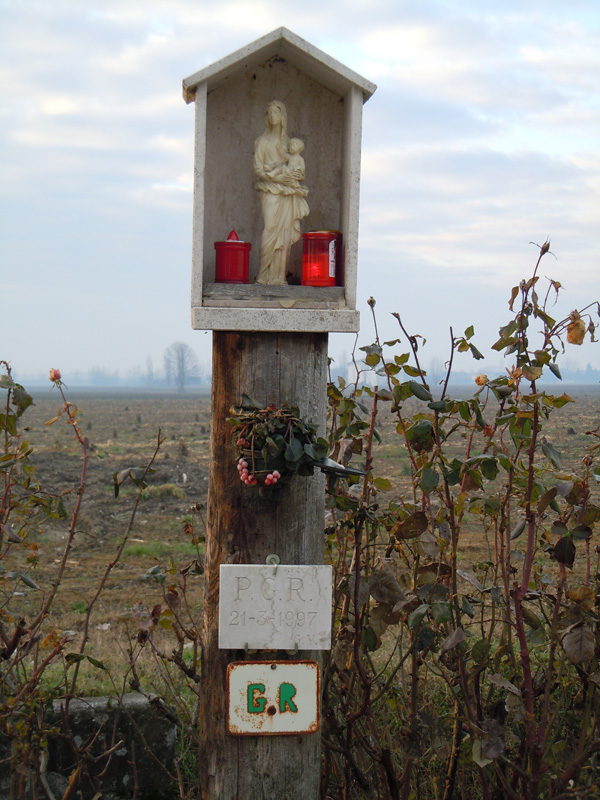
Nicchia della Beata Vergine Maria, strada Baldese
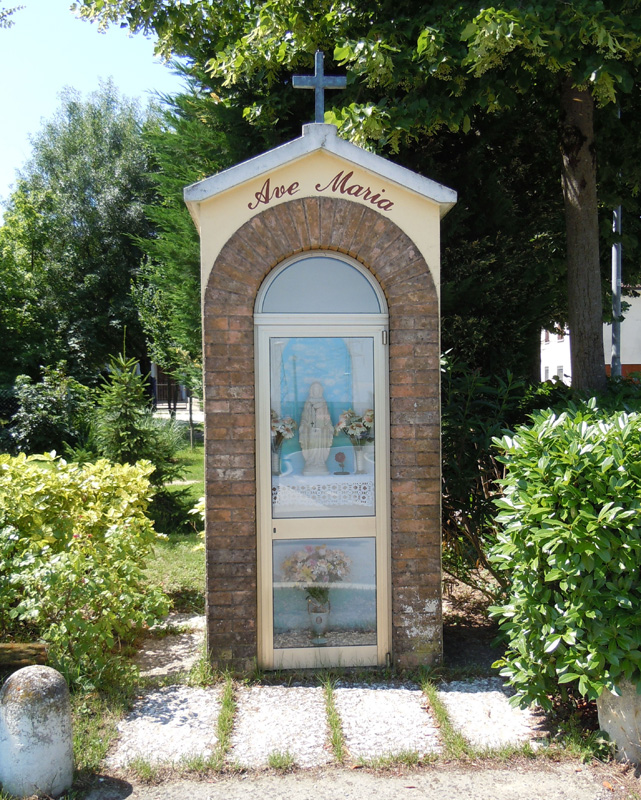
Edicola della Madonna, contrada Bertuzzi
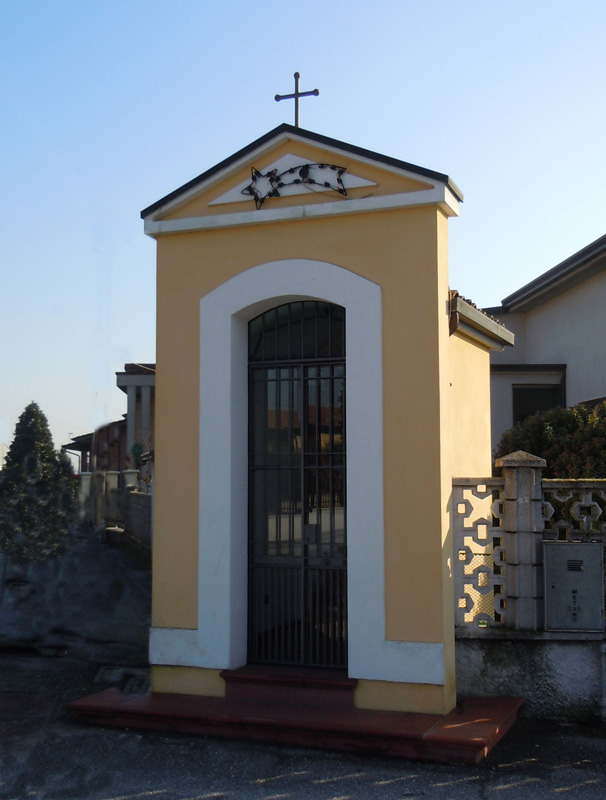
Chiesetta della Madonna, viale Avis
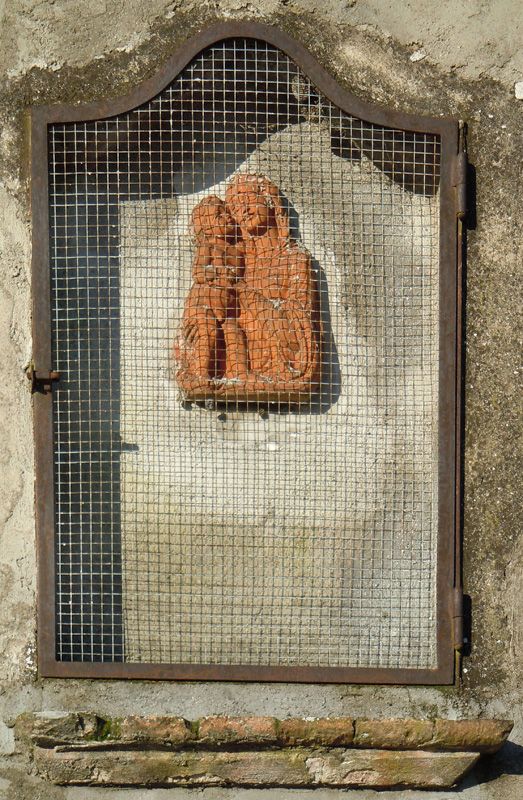
Nicchia della Beata Vergine Maria, strada Casalmoro
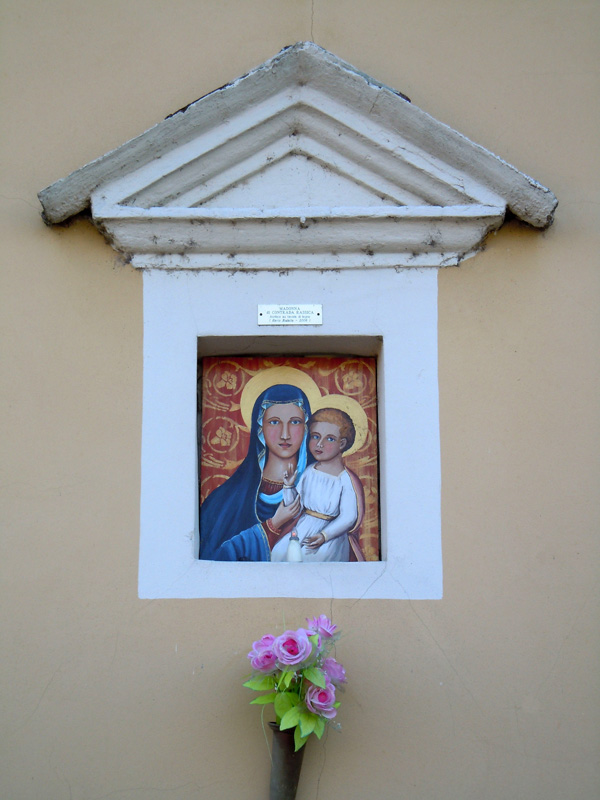
Nicchia della Beata Vergine Maria, località Rassica
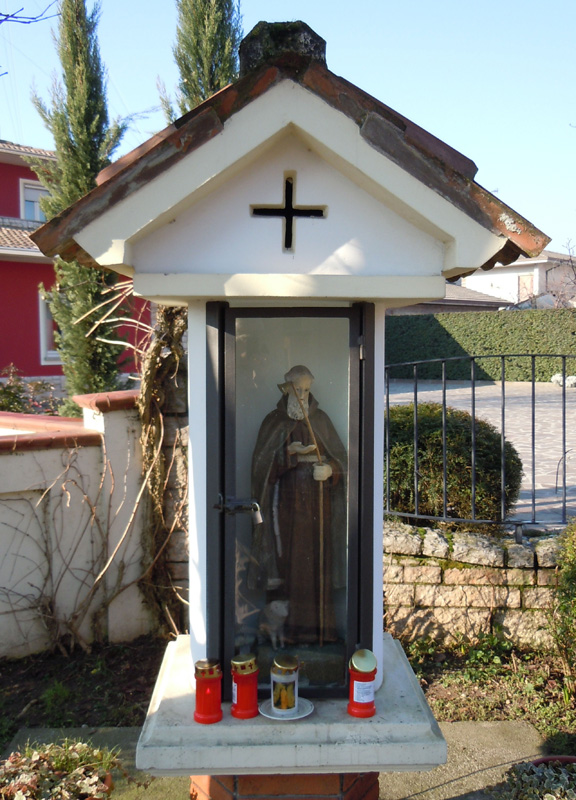
Edicola di Sant'Antonio, via San'Antonio
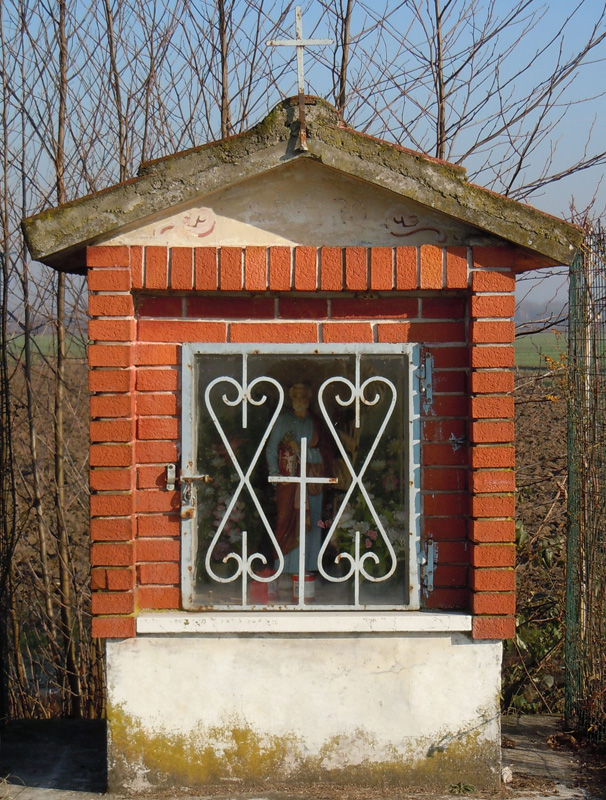
Edicola di San Pietro, località San Pietro
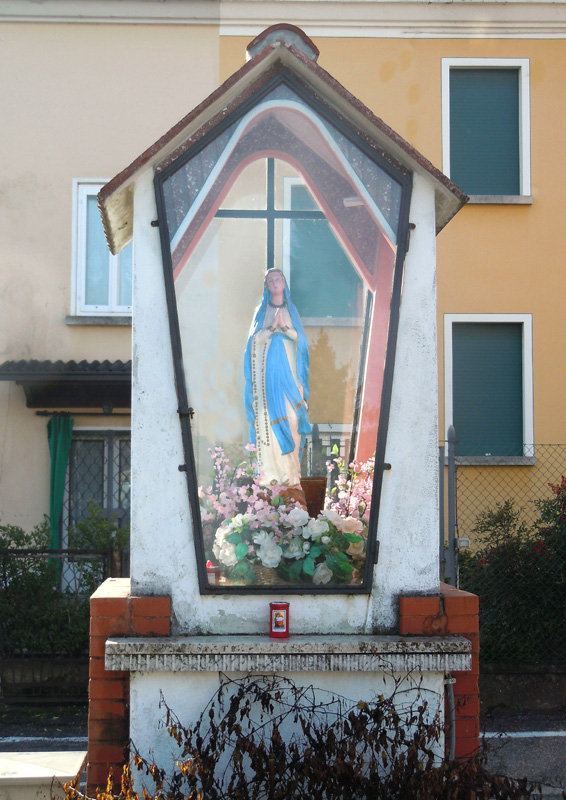
Edicola di Santa Maria, viale Santa Maria
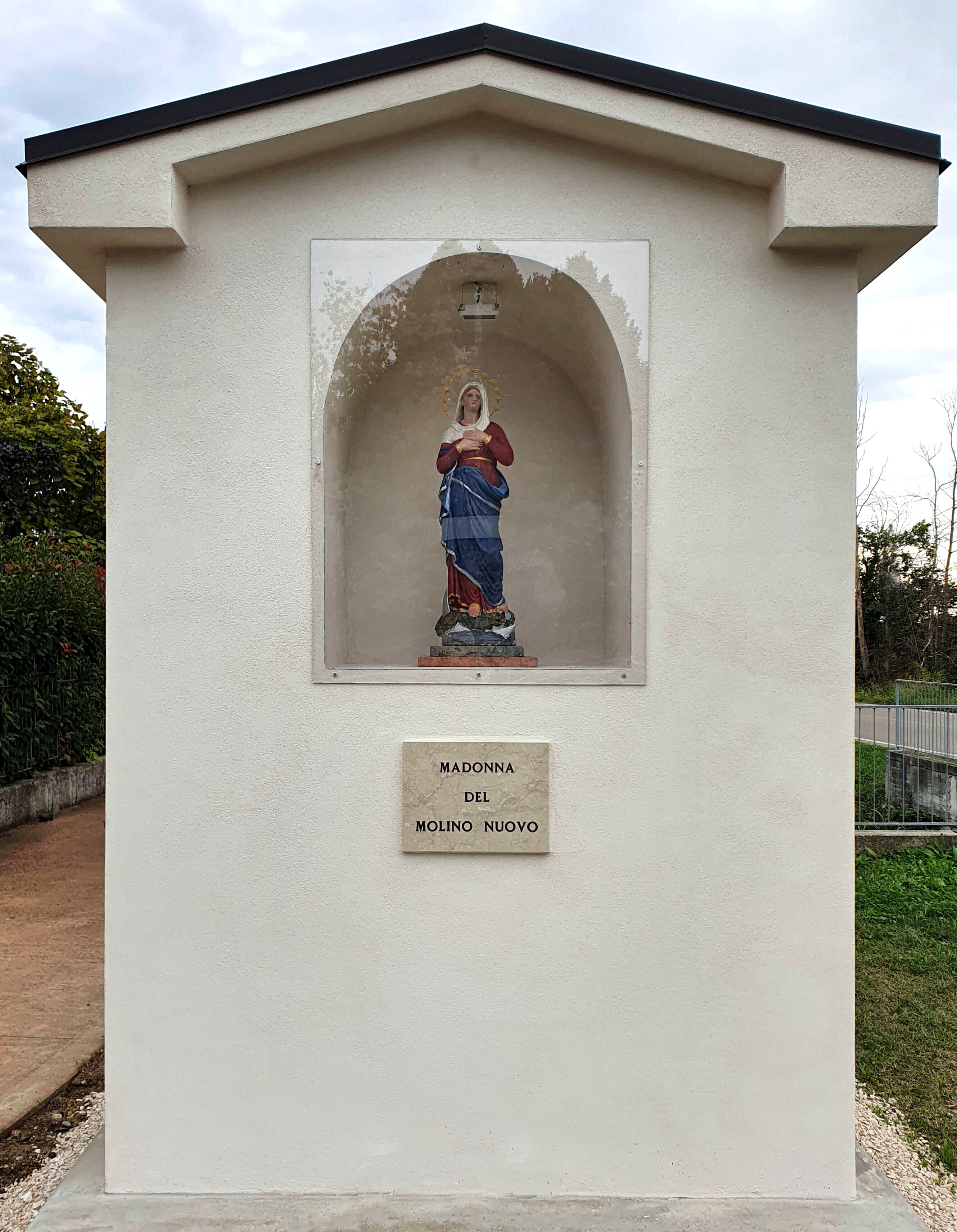
Edicola Madonna del Molino Nuovo
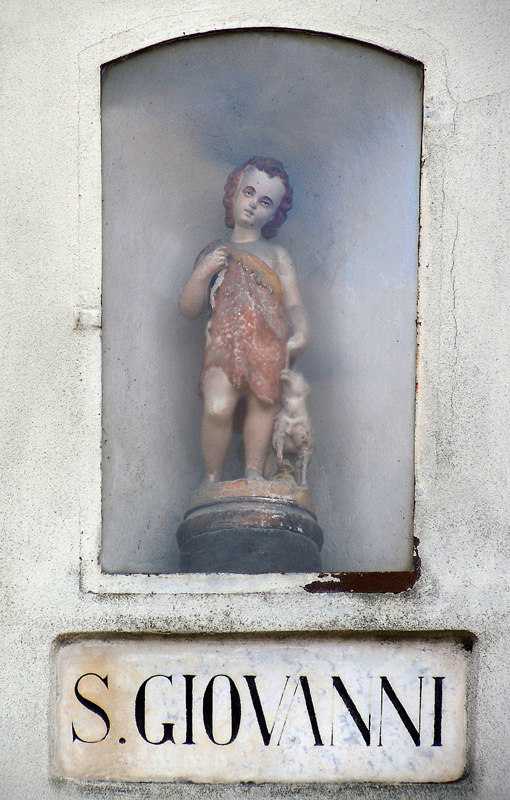
Nicchia di San Giovanni, via Battisti
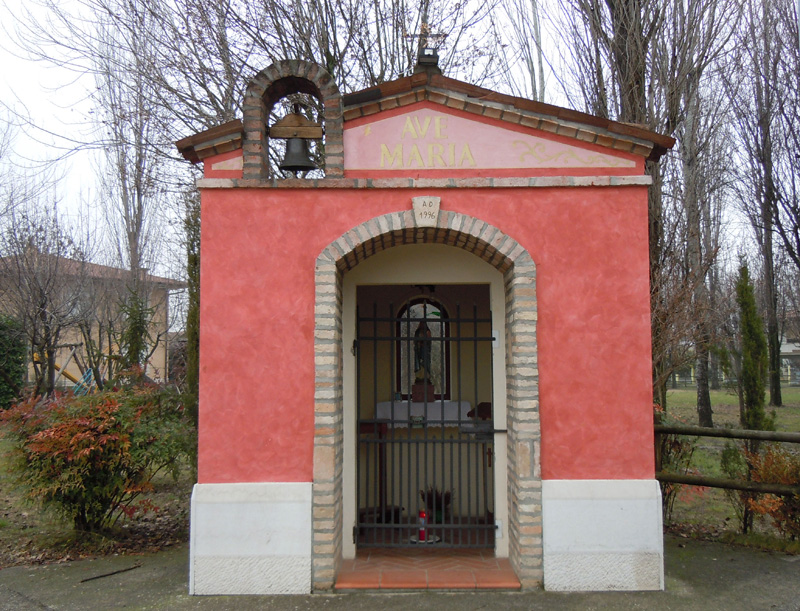
Chiesetta della Madonna, via Ponchielli
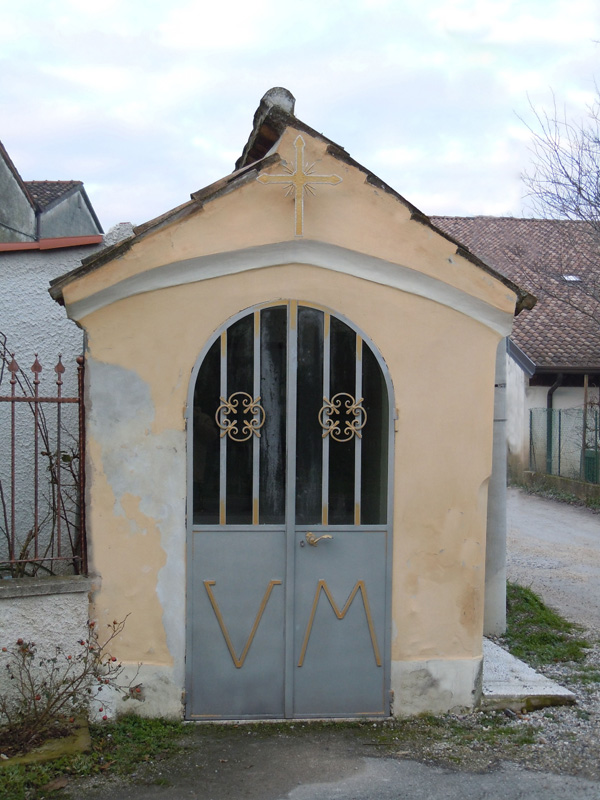
Chiesetta della Beata Vergine Maria, frazione Villa
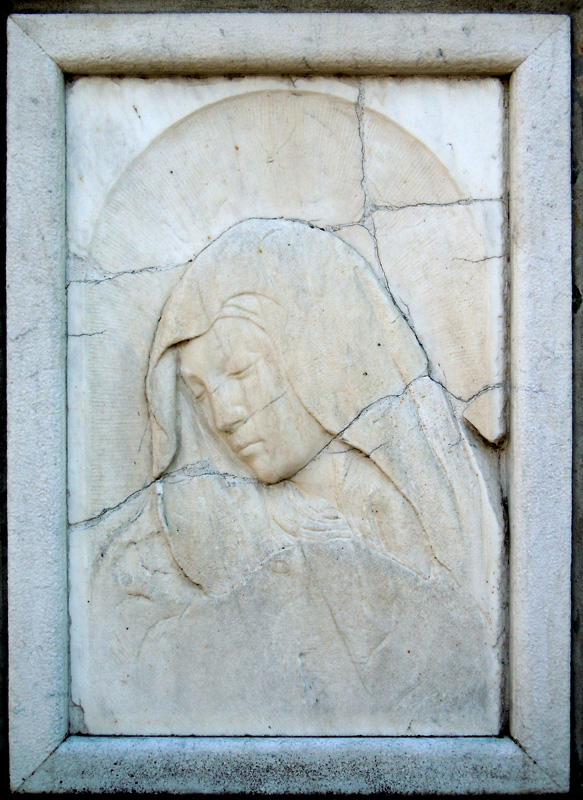
Nicchia della Beata Vergine Addolorata, strada Casaloldo
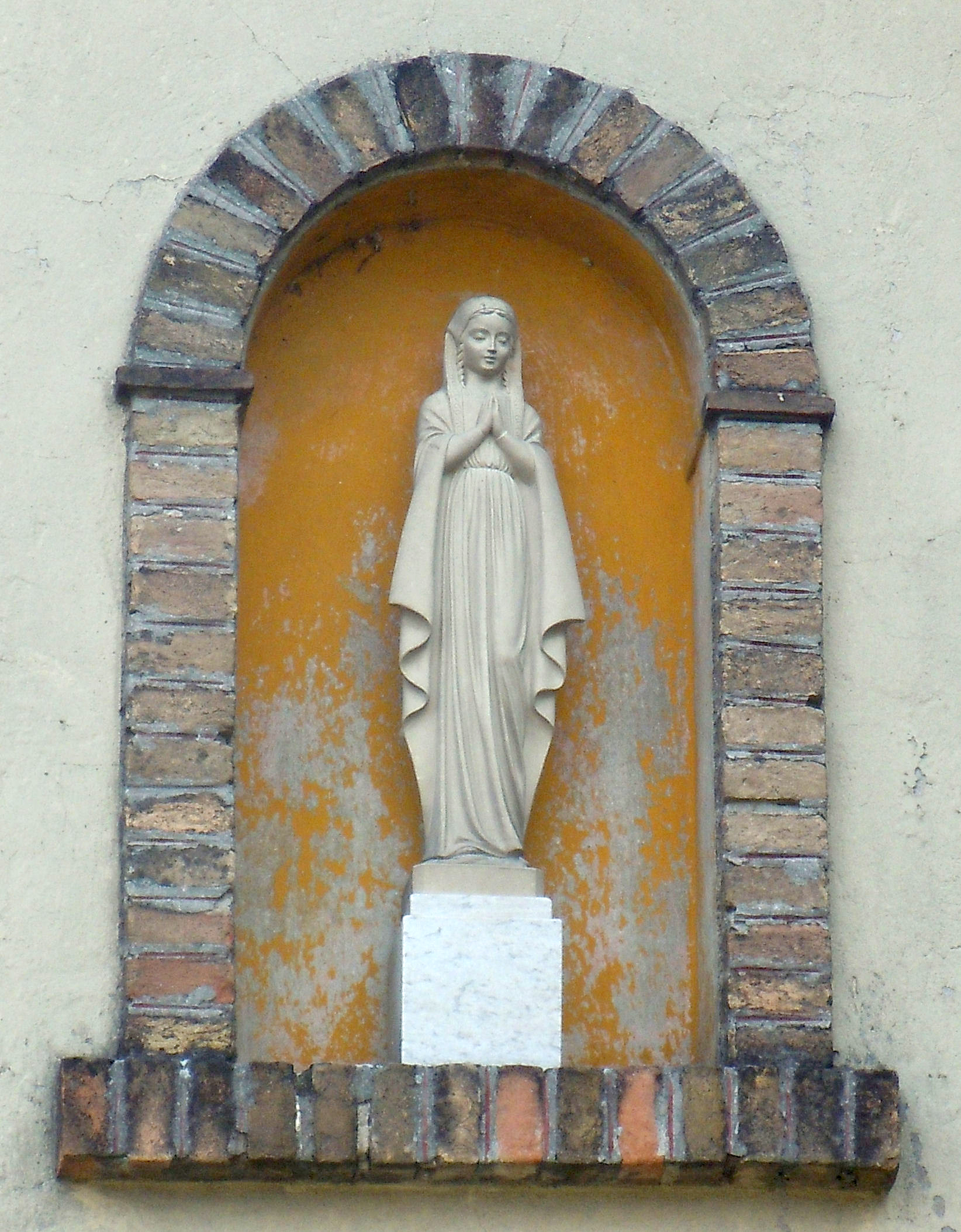
Nicchia della Madonna, viale Avis
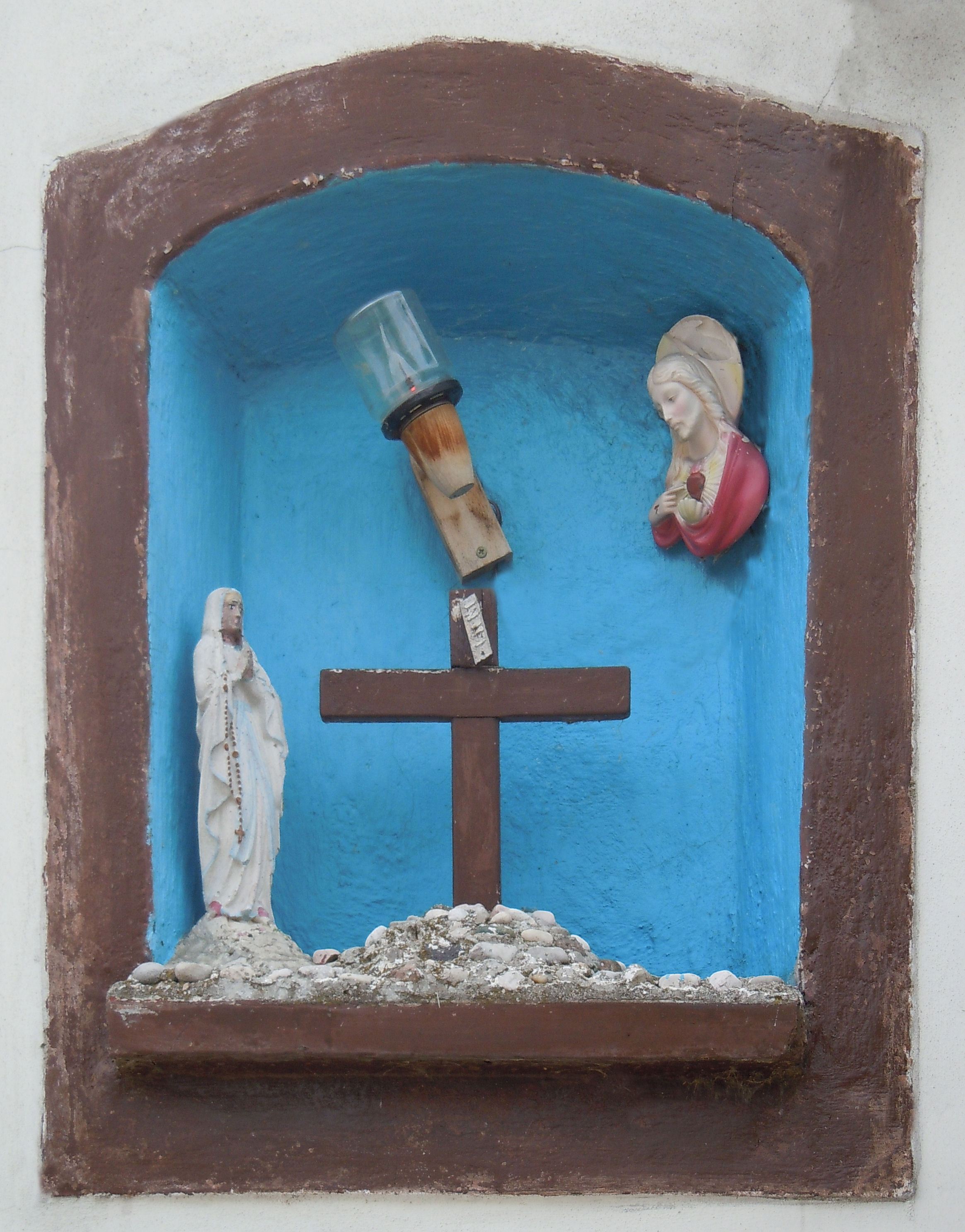
Nicchia della Madonna e del Sacro Cuore di Gesù, contrada Ravenoldi